# Mohammad Hossein Moradmand
Mohammad Hossein Moradmand (tiếng Ba Tư: محمد حسین مرادمند, sinh ngày 22 tháng 6 năm 1993) là một cầu thủ bóng đá người Iran who thi đấu cho Padideh ở Persian Gulf Pro League and also Đội tuyển bóng đá U-20 quốc gia Iran ở vị trí hậu vệ.

## Sự nghiệp câu lạc bộ
Anh gia nhập Sepahan vào mùa hè năm 2012. Từ năm 2009 đến năm 2012 anh là thành viên của U-21 Sepahan.

### Thống kê sự nghiệp câu lạc bộ
Tính đến 10 tháng 7 năm 2015
| Thành tích câu lạc bộ | Thành tích câu lạc bộ | Thành tích câu lạc bộ | Giải vô địch | Giải vô địch | Cúp       | Cúp       | Châu lục | Châu lục  | Tổng cộng | Tổng cộng |
| Mùa giải              | Câu lạc bộ            | Giải vô địch          | Số trận      | Bàn thắng    | Số trận   | Bàn thắng | Số trận  | Bàn thắng | Số trận   | Bàn thắng |
| Iran                  | Iran                  | Iran                  | Giải vô địch | Giải vô địch | Cúp Hazfi | Cúp Hazfi | Châu Á   | Châu Á    | Tổng cộng | Tổng cộng |
| --------------------- | --------------------- | --------------------- | ------------ | ------------ | --------- | --------- | -------- | --------- | --------- | --------- |
| 2012–13               | Sepahan               | Iran Pro League       | 2            | 0            | 0         | 0         | 0        | 0         | 2         | 0         |
| 2013–14               | Sepahan               | Iran Pro League       | 6            | 0            | 0         | 0         | 0        | 0         | 7         | 0         |
| 2014–15               | Sepahan               | Iran Pro League       | 7            | 1            | 0         | 0         | 0        | 0         | 7         | 1         |
| Tổng cộng sự nghiệp   | Tổng cộng sự nghiệp   | Tổng cộng sự nghiệp   | 15           | 1            | 0         | 0         | 0        | 0         | 16        | 1         |

## Sự nghiệp quốc tế

### U-20
Anh là một phần của U-20 Iran trong Vòng loại Giải vô địch bóng đá U-19 châu Á 2012, Cúp CIS 2012, Giải vô địch bóng đá U-19 Đông Nam Á 2012 và Giải vô địch bóng đá U-19 châu Á 2012.

### U-23
Anh được triệu tập vào trại huấn luyện của U-23 Iran bởi Nelo Vingada để chuẩn bị cho Incheon 2014 và Giải vô địch bóng đá U-22 châu Á 2016 (vòng loại Olympic mùa hè).

## Danh hiệu
Sepahan
- Cúp Hazfi (1): 2012–13
- Iran Pro League (1): 2014–15